# Pázmándfalu, Győr-Moson-Sopron
Pázmándfalu  este un sat în districtul Pannonhalm, județul Győr-Moson-Sopron, Ungaria, având o populație de 972 de locuitori (2011). 

## Demografie
Componența etnică a satului Pázmándfalu
     Maghiari (89,71%)
     Romi (7,74%)
     Germani (2,55%)
Componența confesională a satului Pázmándfalu
     Romano-catolici (45,99%)
     Reformați (21,3%)
     Fără religie (8,13%)
     Necunoscută (23,35%)
     Alte religii (1,85%)
Conform recensământului din 2011, satul Pázmándfalu avea 972 de locuitori. Din punct de vedere etnic, majoritatea locuitorilor (89,71%) erau maghiari, existând și minorități de romi (7,74%) și germani (2,55%). Nu există o religie majoritară, locuitorii fiind romano-catolici (45,99%), reformați (21,3%) și persoane fără religie (8,13%). Pentru 23,35% din locuitori nu este cunoscută apartenența confesională.